# Claudio Ronco
Claudio Ronco (Noventa Vicentina, 12 luglio 1951) è un medico italiano specializzato in nefrologia.

## Biografia
Dopo aver conseguito la laurea in Medicina e Chirurgia nel 1976 all'Università di Padova con lode, si specializzò in Nefrologia Medica nel 1979 e in Nefrologia Pediatrica nel 1989.
Fin dal 1977 Ronco ha svolto attività clinica all'Ospedale San Bortolo di Vicenza, attualmente è il Direttore della Unità Operativa di Nefrologia, Dialisi e Trapianto e dell'annesso Istituto Internazionale di Ricerca Renale di Vicenza (IRRIV). Nel 1999 e 2000 è stato direttore del laboratorio di ricerca del Mount Sinai & Beth Israel Medical Center di New York e ha ricevuto la cattedra di nefrologia all'Albert Einstein College of Medicine. Dopo essere stato professore a contratto per numerose università, nel 2018 ha la cattedra di Nefrologia all'Università di Padova dove è stato chiamato come Professore Ordinario per chiara fama.
Fin dagli anni Ottanta l'attività di ricerca di Ronco è indirizzata prevalentemente all'efficientamento della terapia dialitica; sua è l'invenzione di "carpediem", un dispositivo per la dialisi dei neonati. Inoltre ha progettato uno dei prototipi del rene artificiale portatitle (Wearable Artificial Kidney). È considerato un pioniere nel settore delle terapie dialitiche e tecnologie applicate, bio-ingegneria e biofisica, nefrologia critica, sepsi e sindromi cardio-renali. Da sempre Claudio Ronco ha seguito il modello della multidisciplinarità dando origine a nuove branche della medicina fra cui la nefrologia critica e la cardionefrologia (sua la definizione di Sindrome Cardio renale).
Ha al suo attivo 1 340 pubblicazioni scientifiche censite in pub med, 80 libri scientifici e un H-Index di 125. Ha ricevuto numerose onorificenze fra cui il titolo di Cavaliere di Gran Croce al merito della repubblica Italiana. Nel 2014, 2015, 2016 e 2017, 2018, 2019, 2020 la Johns Hopkins University negli USA lo definito il ricercatore numero uno al mondo nell'ambito delle malattie renali e delle terapie extracorporee.

## Opere
Ha prodotto più di 1 500 pubblicazioni scientifiche con un numero di oltre 90 000 citazioni che gli hanno valso un H-index di 125 (censito su Google Scholar) e una posizione elevatissima nel ranking dei Top Italian Scientists (TIS).
Ha scritto numerosi saggi di nefrologia, dialisi e trapianto per un totale di 96 libri in lingua inglese e circa 15 in lingua italiana. Fra questi va ricordato il trattato Critical Care Nephrology su cui si sono formate generazioni di specialisti in nefrologia e medicina critica. 
Sua la recente collana edita da Piccin per studenti e specializzandi che include
- Nefrologia medica (2019)
- Dialisi peritoneale (2019)
- Nefrologia Critica (2021)
- Emodialisi (2021)

Claudio Ronco è anche scrittore e ha pubblicato numerosi libri fra cui
- Carpediem, Angelo Colla Editore, (2013)
- La buona cucina per la salute del rene (2018)
- Il connettivista (2019)
- VIRUS - Le ombre della Luna, Mazzanti Libri (2020)
- Una sera al Bar, Mazzanti Libri (2021)